# Condylarthra
Os condilartros (Condylarthra, do grego kondylos, "protuberância", e arthron, "articulação") eram uma ordem pré-histórica de mamíferos.
Estes animais viveram do final do período Cretáceo até o Mioceno e foram os primeiros mamíferos herbívoros da Terra. Quando esta ordem foi estabelecida, acreditava-se que o grupo teria dado origem aos artiodáctilos, aos perissodáctilos e aos cetáceos.
Hoje sabe-se que esta ordem na verdade é uma grupamento artificial de grupos parafiléticos, cujas relações internas ainda são difíceis de se determinar com exatidão.

## Possível evolução dos condilartros

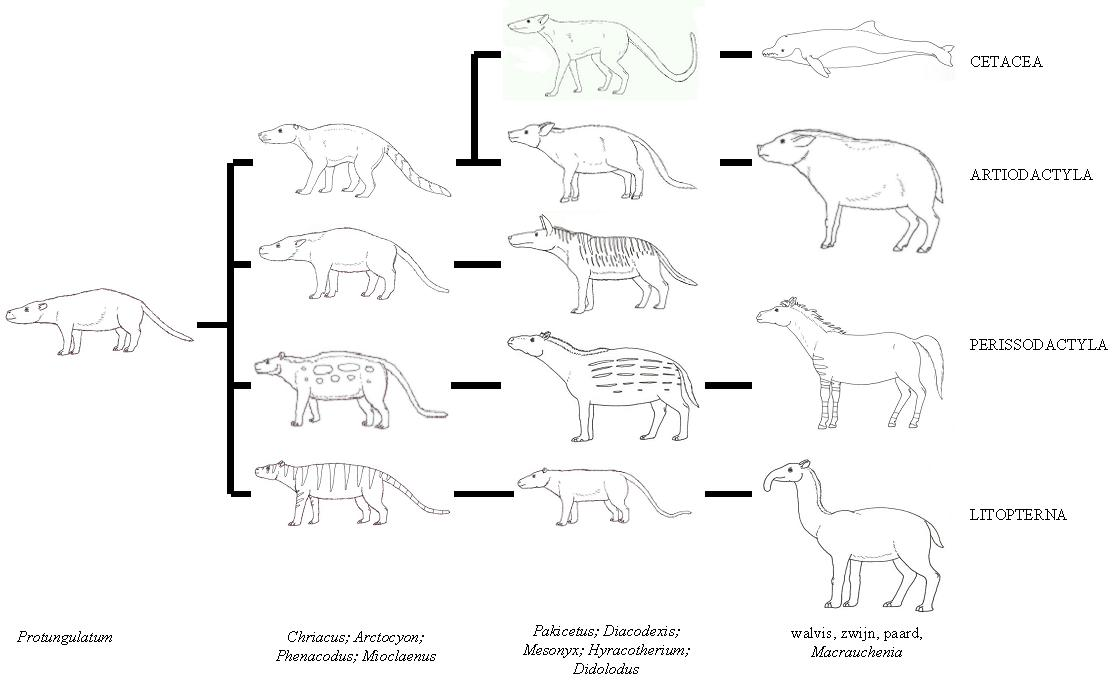
Possível evolução dos condilartros